# Малягурт (Ігринський район)
Малягу́рт (рос. Малягурт) — село (колишнє селище) в Ігринському районі Удмуртії, Росія.

## Населення
Населення — 231 особа (2010; 326 в 2002).
Національний склад станом на 2002 рік:
- росіяни — 68 %
- удмурти — 30 %

## Урбаноніми[3]
- вулиці — Друга, Залізнична, Киселівська, Малий Хутір, Набережна, Перша, Рябовська, Трактова, Третя, Шкільна